# 리쿠추카와이역
리쿠추카와이역(일본어: 陸中川井駅)은 일본 이와테현 미야코시에 위치한 동일본 여객철도 야마다 선의 철도역이다. 단선 승강장 1면 1선의 구조를 갖춘 지상역이다.

## 이용 현황
| 승차 인원 추이 | 승차 인원 추이 |
| 연도           | 1일 평균       |
| -------------- | -------------- |
| 2000           | 49             |
| 2001           | 49             |
| 2002           | 45             |
| 2003           | 48             |
| 2004           | 49             |
| 2005           | 47             |
| 2006           | 42             |
| 2007           | 38             |
| 2008           | 39             |
| 2009           | 42             |
| 2010           | 42             |
| 2011           | 38             |
| 2012           | 42             |
| 2013           | 42             |
| 2014           | 40             |
| 2015           | 36             |

## 역 주변
- 국도 제106호선
- 미야코 시 가와이 종합 사무소

## 역사
- 1933년 11월 30일 : 개업. 역 구내에 리쿠추카와이 기관고 주박소 설치.
- 1934년 11월 16일 : 리쿠추카와이 기관고 주박소 폐지.
- 1946년 11월 26일 : 풍수해에 의해 불통이 됨.
- 1954년 11월 21일 : 복구.
- 1982년 11월 15일 : 간이 위탁화. 리쿠추카와이 역장이 폐지되어, 가와우치 역장 이하로 함.
- 1987년 4월 1일 : 일본국유철도 분할 민영화에 의해, 동일본 여객철도가 승계.

## 인접 역
| 동일본 여객철도 야마다 선 | 동일본 여객철도 야마다 선 | 동일본 여객철도 야마다 선 |
| ------------------------- | ------------------------- | ------------------------- |
| 가미요나이 모리오카 방면  | □ 쾌속 '리아스'           | 모이치 미야코 방면        |
| 하코이시 모리오카 방면    | ■ 보통                    | 하라타이 가마이시 방면    |